# Добро утро (филм, 1959)
„Добро утро“ (на японски: お早よう) е японска драма от 1959 година.

## Сюжет
Рано сутринта, в един квартал на Токио група момчета- ученици се прибират по домовете си. Това е денят, в който в местния женски клуб се внасят месечните такси. Всички членове на кварталния клуб смятат, че госпожа Хаяши (Кунико Мияке), касиерката е предала събраната сума на председателката госпожа Харагучи (Харуко Сугимура), но тя отрича. Те обсъждат помежду си кой би могъл да вземе парите и спекулират с мнението, че Харагучи си е купила с тях нова перална машина. По-късно Харагучи се среща с Хаяши за да изяснят ситуацията, която вреди на репутацията и, но Хаяши заявява, че е предала вноската на майка и. След няколко часа Харагучи осъзнава грешката си, защото майка и е доста разсеяна и отива да се извини.
Момчетата са привлечени от дома на един жител на квартала, защото той има телевизор, на който могат да гледат двубоите по сумо. Консервативните им родители обаче не са склонни да им позволяват да посещават съседа, защото съпругата му е кабаретна певица.
В резултат на това двете момчета от фамилията Хаяши, Минору (Шитара Коджи) и Исаму (Масахихо Шимадзу) увещават майка си да им купи телевизор, но тя отказва. Когато господин Хаяши (Чишу Рю) разбира за това, в изблик на гняв набива момчетата. Минору отдава гнева на баща си на факта, че възрастните винаги се занимават с безсмислени дребнавости, като „добро утро“, но отказват да обяснят какво точно означават те. Минору и Исаму се затварят в стаята си и решават да обявят мълчалива стачка на всички възрастни. Първият потърпевш от тяхното решение е съседката, госпожа Харагучи.
Разгневена от мълчаливото отношение на момчетата към нея, госпожа Харагучи решава, че това е отмъщение от страна на госпожа Хаяши за предишното им неразбирателство. Тя споделя всичко с госпожа Томидзава (Теруко Нагаока), която е „на всяка манджа мерудия“ и скоро всички смятат госпожа Хаяши за дребнав и отмъстителен човек и се редят на опашка пред дома и за да си получат обратно дадените и на заем продукти.
Минору и Исаму продължават стачката си и в училището, където първи се опарва преподавателят им по английски език. Решен да разбере на какво се дължи това тяхно отношение, той по-късно посещава дома им. Двете момчета избягват, носейки със себе си купа с ориз за да не останат гладни, но са подгонени от преминаващ полицай. Момчетата изчезват за няколко часа, докато не са открити от преподавателя в гарата да гледат телевизия.
Прибирайки се в къщи, момчетата откриват, че родителите им наистина са закупили телевизор от техен съсед, подкрепяйки го в новата му работа като продавач. Сияейки, те спират стачката си моментално, а в същото време между техния преподавател и леля им се заражда романтична връзка.

## В ролите
- Кейджи Сада като Хейширо Фукуи, преподавателя по английски език
- Йошико Куга като Сецуко Арита, лелята на момчетата
- Чишу Рю като Кейтаро Хаяши
- Кунико Мияке като Тамико Хаяши
- Харуко Сугимура като Кикуе Харагучи
- Шитара Коджи като Минору Хаяши
- Масахико Шимадзу като Исаму Хаяши
- Кийоко Идзуми като Мидори Маруяма
- Теруко Нагаока като Тойоко Томидзава